# Sitiaji
Sitiaji is een bestuurslaag in het regentschap Bojonegoro van de provincie Oost-Java, Indonesië. Sitiaji telt 4062 inwoners (volkstelling 2010).